# Pseudocraterellus calyculus
Pseudocraterellus calyculus é uma espécie de fungo pertencente à família Cantharellaceae.